# Александар Новаковић (атлетичар)
Александар Новаковић (Петровац, РС, 27. мај 1995) српски је атлетичар из Босне и Херцеговине, чија је специјалност бацање кугле, а повремено баца диск и наступа у тркама штафете 4x100 m.

## Животопис
Александар Новаковић је рођен 27. маја 1995. године у Петровцу. Отац му је погинуо, па је још као беба остао са мајком и сестром. Првих неколико мјесеци живота одрастао је у Крњеуши, све до прогона 1995. године и избјеглиштва у Србији. У Србији је био уписао основну школу, а онда се 2005. године са породицом вратио у родну Крњеушу. У родном мјесту завршио је основну школу, а средњу техничку школу завршио је у Бањалуци.

## Каријера
Љубав према атлетици родила се још у детињству, кад је, као и сви Крајишници, почео са бацањем камена с рамена, да би потом поред родне куће направио терен за бацање кугле. Ту се усавршавао, а доласком у Бањалуку, почео се професионално бавити овим спортом, гдје је 2012. године постао члан Атлетског клуба Борац. Године 2014, са непуних 19 година, баца хитац од 15,82 m, и постиже свој тадашњи лични рекорд.
Лични рекорд у бацању кугле на отвореном постигао је 2019. године на атлетском митингу у Осијеку и он износи 19, 63 m. Дворански лични рекорд такође је постигао 2019. године, на атлетском митингу у Загребу, а он износи 18,08 m. Иако му је кугла главна дисциплина, Новаковић наступа и у бацању диска, гдје му је најбољи лични резултат 46,49 m. Такође, наступа и у тркама штафете 4x100 m, гдје му је најбољи резултат 43,57 секунди.
Био је најбољи атлетичар Републике Српске за 2019. годину.
Тренер му је бивши бацач кугле Златан Шеранић.